# Гало-римляни
Гало-римляните (на френски: Gallo-Romains) са основно население в римската провинция Галия.
Сформирано е от античната романизация на доримското население по времето на император Август - келти, римляни с някои примеси с гръцки и мавритански елементи, особено в южната половина на провинцията в Аквитания и Прованс.
Нарбонска Галия е с особено гало-римско влияние и става по-късно Окситания. Северната част на Галия e с по-малко влияние на римската култура.
През кризисното време на Римската империя през III век, Галия е част от Галската империя, която се отцепва от римската централна власт (259 – 274), докато император Адриан не я присъединява обратно.
В края на V век франките завладяват части от Галия. Меровингите и Църквата използват гало-римския елит за ръководещия си апарат. До VII век гало-римляните са водещо съсловие в Южна Галия, особено заради силното влияние на техните епископи в градовете (Civitas).
Особено влиятелен гало-римлянин през V век е Сидоний Аполинарий (468 г. префект на Рим). Гало-римлянинът Григорий Турски e епископ на Тур (573 – 539) и известен историк.